# المختار في الأغذية
المختار في الأغذية (بالإنجليزية: Kitāb al-Mukhtār fī al-Aghḏiyah). أو المختار من الأغذية. رسالة للطبيب والعالم الموسوعي ابن النفيس (١٢١٣ - ١٢٨٨). يقدم ابن النفيس في كتابه هذا نصائح غذائية وعلاجية تشمل أنواع الأغذية التي تفيد لعلاج حالات مرضية معينة أو تستخدم لتعزيز الصحة بشكل عام. تعتمد أغلب النسخ المطبوعة حاليا من كتاب المختار في الأغذية على مخطوطة توجد في مكتبة برلين، وقد حققها ونشرها الباحث المصري يوسف زيدان في عام ١٩٩٠.

## تفاصيل عن الكتاب

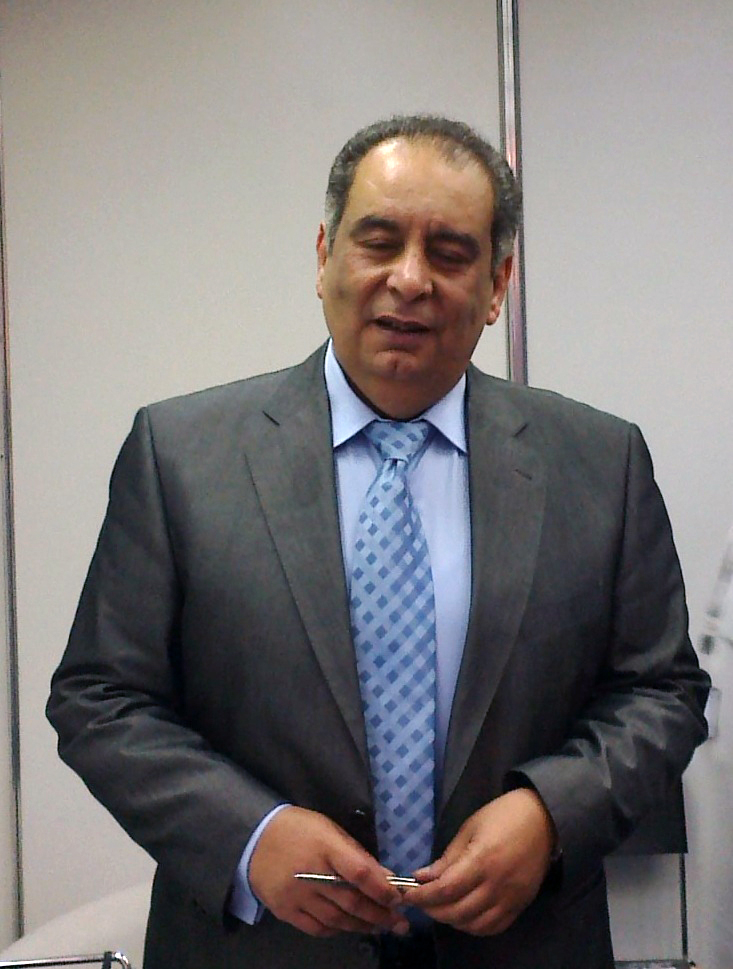
يوسف زيدان

اعتمد يوسف زيدان في نسخته المطبوعة على مخطوطة الكتاب الموجودة في مكتبة برلين والتي قد تكون المخطوطة الأساسية ومصدر جميع النسخات المطبوعة في العالم حاليا. نشر الكتاب عام ١٩٩٠ ويقع في ٩٧ صفحة ويتألف من قسمين.
الجزء الأول هو التحقيق الذي قام به يوسف زيدان وفيه مقدمة عن تطور طريقة التداوي بالغذاء عبر الحضارات القديمة مرورًا بالحضارة العربية الإسلامية وصولاً للعصر الحديثة بالإضافة لاستعراض جزء من تاريخ الطب.
أما في الجزء الثاني فنصائح ابن النفيس في طرق التداوي بالأغذية من خلال استعراضه لأنواع الأغذية التي تفيد في حالات مرضية معينة والأغذية التي تقي من الأمراض والأغذية التي تزيد القدرة الجنسية عند الرجل.

## العلاج بالغذاء من وجهة نظر معاصرة
يؤكد الطب الحديث على أهمية الغذاء ودوره في تعزيز الصحة العامة ومكافحة الأمراض، وتوصي الجمعيات الطبية العالمية بتناول غذاء صحي متوازن يحتوي على الخضار والفواكه والبروتينات مع تقليل الدهون والسكريات، فمثلا توصي الجمعية الأمريكية للسرطان بتناول حصة غذائية من الفواكه والخضار على الأقل يوميًا.

## كتب أخرى للمؤلف
تميز ابن النفيس بأنه عالم موسوعي غزير الإنتاج، ومن أهم مؤلفاته:
- الشامل في الصناعة الطبية
- الموجز في الطب.
- شرح تشريح القانون.
- شرح فصول أبقراط.
- المهذب في الكحل المجرب.

بالإضافة لعشرات الكتب والرسائل الأخرى.

## من هو ابن النفيس

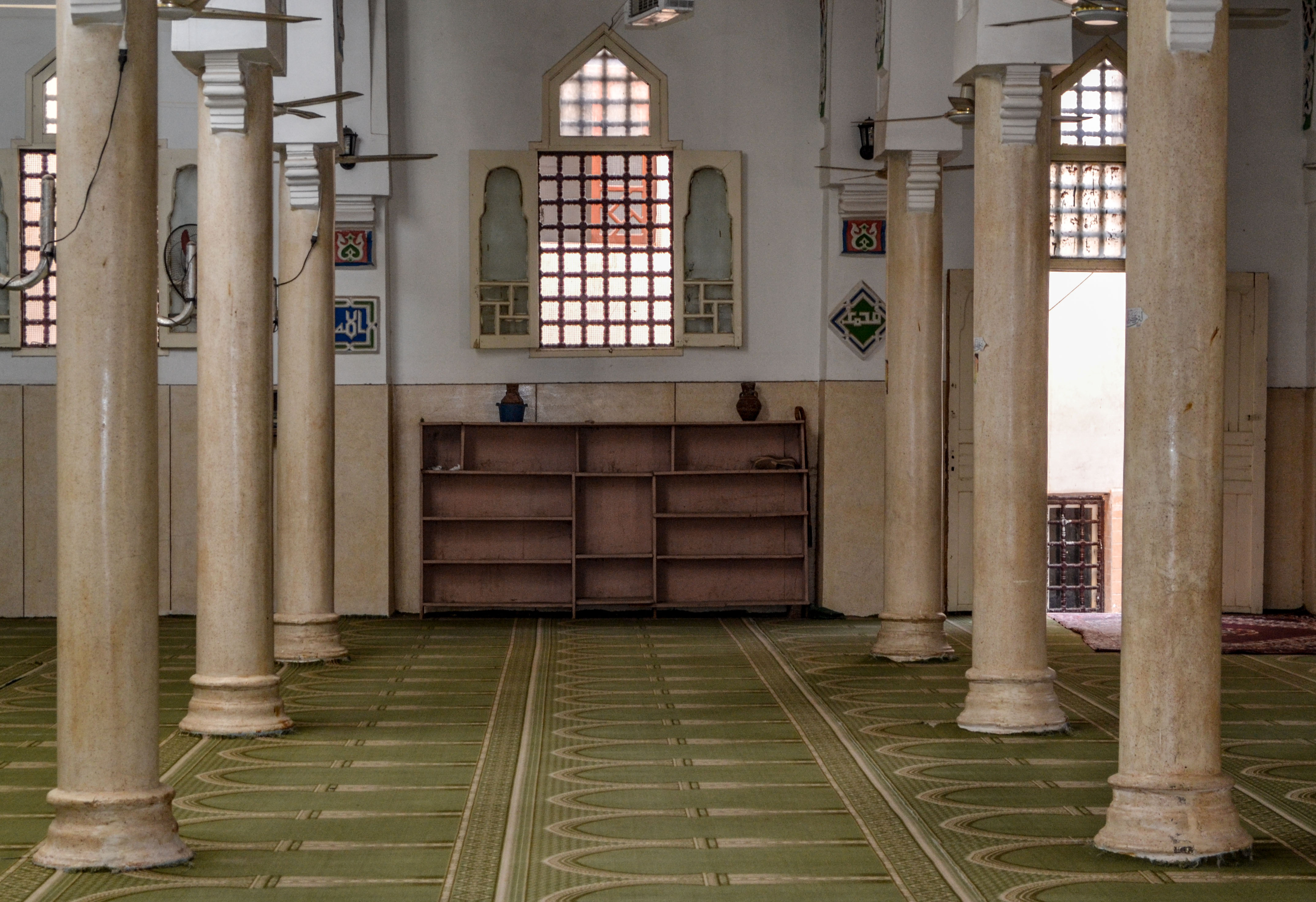
جامع ابن النفيس في الرحمانية

ابن النفيس هو أبو الحسن علاء الدِّين علي بن أبي الحَزم الْخَالِدِيّ المَخزُومَي القََرَشي الدِّمَشْقِيّ. ولد في دمشق عام ١٢١٣ وتوفي في القاهرة عام ١٢٨٨. هو عالم موسوعي وطبيب مسلم، له إسهامات كثيرة في الطب، ويعتبر مكتشف الدورة الدموية الصغرى، وأحد رواد علم وظائف الأعضاء في العصور الوسطى، عين رئيسا لأطباء مصر وبقي فيها حتى وفاته وكتب معظم أعماله أثناء تواجده في القاهرة.